# Stazione di Tōyōchō
La Stazione di Tōyōchō (東陽町駅?, Tōyōchō-eki) è una stazione della Metropolitana di Tokyo e si trova nel quartiere di Kōtō. Essa serve la linea Tōzai della Tokyo Metro.